# Artibeus aztecus
Artibeus aztecus (K. Andersen, 1906) è un pipistrello della famiglia dei Fillostomidi diffuso nell'America centrale.

## Descrizione

### Dimensioni
Pipistrello di piccole dimensioni, con la lunghezza della testa e del corpo tra 59 e 75 mm, la lunghezza dell'avambraccio tra 41 e 49 mm, la lunghezza del piede tra 11 e 14 mm, la lunghezza delle orecchie tra 15 e 20 mm e un peso fino a 33 g.

### Aspetto
La pelliccia è lunga, soffice e si estende fino alle gambe e sui piedi. Le parti dorsali variano dal bruno-nerastro al nerastro, mentre le parti ventrali sono più chiare, con le punte dei peli bianche. Il muso è corto e largo. La foglia nasale è ben sviluppata e lanceolata. Due strisce chiare sono presenti su ogni lato del viso, la prima si estende dall'angolo esterno della foglia nasale fino a dietro l'orecchio, mentre la seconda parte dall'angolo posteriore della bocca e termina alla base del padiglione auricolare. Il labbro inferiore ha una verruca al centro circondata da altre più piccole. Le orecchie sono marrone scuro. È privo di coda, mentre l'uropatagio è ridotto a una sottile membrana lungo la parte interna degli arti inferiori, è densamente ricoperto di peli e con il margine libero frangiato e a forma di V rovesciata. Il calcar è corto. Il cariotipo è 2n=30 (femmine) 31 (maschi) FNa=56.

## Biologia

### Comportamento
Si rifugia sotto grandi foglie di alberi come il banano, piccole fessure nelle grotte, negli ammassi rocciosi e in fosse calcaree.

### Alimentazione
Si nutre di frutta.

### Riproduzione
Femmine gravide sono state catturate in marzo, aprile, luglio e agosto, mentre una che allattava in settembre.

## Distribuzione e habitat
Questa specie è diffusa nell'America centrale dal Messico fino a Panama occidentale.
Vive nelle foreste pluviali, foreste di conifere, foreste sempreverdi, campi di banani e mango e in vallate relativamente aride tra 600 e 3 000 metri di altitudine.

## Tassonomia
Sono state riconosciute 3 sottospecie:
- A.a.aztecus: Dagli Stati messicani di Sinaloa a ovest e Nuevo León a est fino a quello di Oaxaca;
- A.a.major (Davis, 1969): Zone montane della Costa Rica e di Panama occidentale;
- A.a.minor (Davis, 1969): Stato messicano meridionale del Chiapas orientale, Guatemala centrale, Honduras occidentale ed El Salvador settentrionale.

## Conservazione
La IUCN Red List, considerato il vasto areale, la popolazione presumibilmente numerosa, la presenza in diverse aree protette e la tolleranza alle modifiche ambientali, classifica A.aztecus come specie a rischio minimo (Least Concern)).